# 沃谢勒
沃谢勒（法語：Vauchelles，法語發音：[voʃɛl]）是法国瓦兹省的一个市镇，属于贡比涅区。

## 地理
沃谢勒（49°35'14"N, 2°57'51"E）面积2.34 平方千米，位于法国上法蘭西大區瓦兹省，该省份为法国北部内陆省份，北起索姆省，西接厄尔省和滨海塞纳省，南至塞纳-马恩省和瓦兹河谷省，东临埃纳省。
与沃谢勒接壤的市镇（或旧市镇、城区）包括：拉尔布鲁瓦、努瓦永、波尔凯里库尔、叙祖瓦。

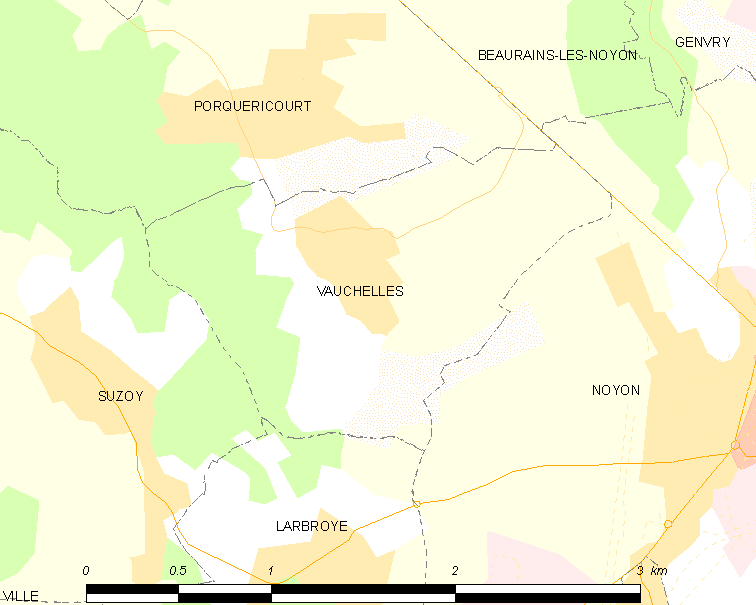
沃谢勒的OSM定位图

沃谢勒的时区为UTC+01:00、UTC+02:00（夏令时）。

## 行政
沃谢勒的邮政编码为60400，INSEE市镇编码为60657。

## 政治
沃谢勒所属的省级选区为努瓦永县。

## 人口

1962-2008年间沃谢勒人口变化图示

沃谢勒于2022年1月1日时的人口数量为245人。